# Wiktor Bystrow
Wiktor Michajłowicz Bystrow (ros. Виктор Михайлович Быстров, ur. 16 marca 1931 w Mytiszczach, zm. 26 maja 1992) – rosyjski bokser walczący w reprezentacji Związku Radzieckiego, mistrz Europy z 1963.

## Kariera sportowa
Walczył w wadze muszej (do 51 kg). Zdobył w niej złoty medal na mistrzostwach Europy w 1963 w Moskwie po wygraniu kolejno z: Józefem Wiatrzykiem w ćwierćfinale, Constantinem Ciucą z Rumunii  półfinale i ze Stefanem Panajotowem z Bułgarii w finale. Nie startował na igrzyskach olimpijskich w 1964 w Tokio, gdzie w jego wadze wystąpił Stanisław Sorokin.
Był mistrzem ZSRR w wadze muszej w 1962, wicemistrzem w 1955 i 1958, a także brązowym medalistą w 1956, 1960 i 1961. 
Po zakończeniu kariery pracował jako trener. Zmarł w 1992, pochowany jest na cmentarzu w miejscowości Ostrowcy w rejonie ramieńskim.